# Миндроллинг
Миндроллинг (тиб. སྨིན་གྲོལ་གླིང་དགོན་པ་, Вайли: smin grol gling dgon pa, тиб. пиньинь: Minchölling Gönba, англ. Mindrolling) — один из шести главных монастырей традиции Ньингма тибетского буддизма.

## История
Монастырь основал Ригзин Тердак Лингпа в 1676 году. Название монастыря, в переводе с тибетского языка, означает «место идеального освобождения». Главная часть монастыря расположена в уезде Дрананг округа Шаньнань Тибетского автономного района, Китай, приблизительно в 43 км на восток от аэропорта Лхасы, на южном берегу реки Ярлунг-Цангпо.
В 1718 году монастырь был повреждён монголами с восточного Туркестана. Его восстановили через несколько лет по приказу VII-го Далай-ламы (1708—1757) под руководством потомков Тердака Лингпа.

## Монастырь сегодня
Миндролинг является крупным образовательным центром тибетского буддизма. Большое внимание здесь уделяется изучению буддийских текстов, астрономии, тибетского календаря, каллиграфии, риторики, традиционной тибетской медицины. Монахи изучают тринадцать главных текстов сутр и тантр школы Ньингма, и практики, которые происходят из различных терма, особенно Тердака Лингпа и его потомков.
Исторически монастырь имел много филиалов (в определённый момент — более ста), которые, однако, позднее были закрыты. На момент восстания 1959 года против китайского коммунистического правления в Тибете в монастыре проживало около 300 монахов. После подавления восстания монастырь сильно пострадал и до сих пор полностью не восстановлен.
В 1965 году гуру Кхочен Ринпоче с группой монахов начали восстановление филиала монастыря в Клемент-Таун, Дехрадун (штат Уттаракханд, Индия). Сейчас там размещается одно из самых крупных буддийских учебных заведений в Индии.

## Фотогалерея

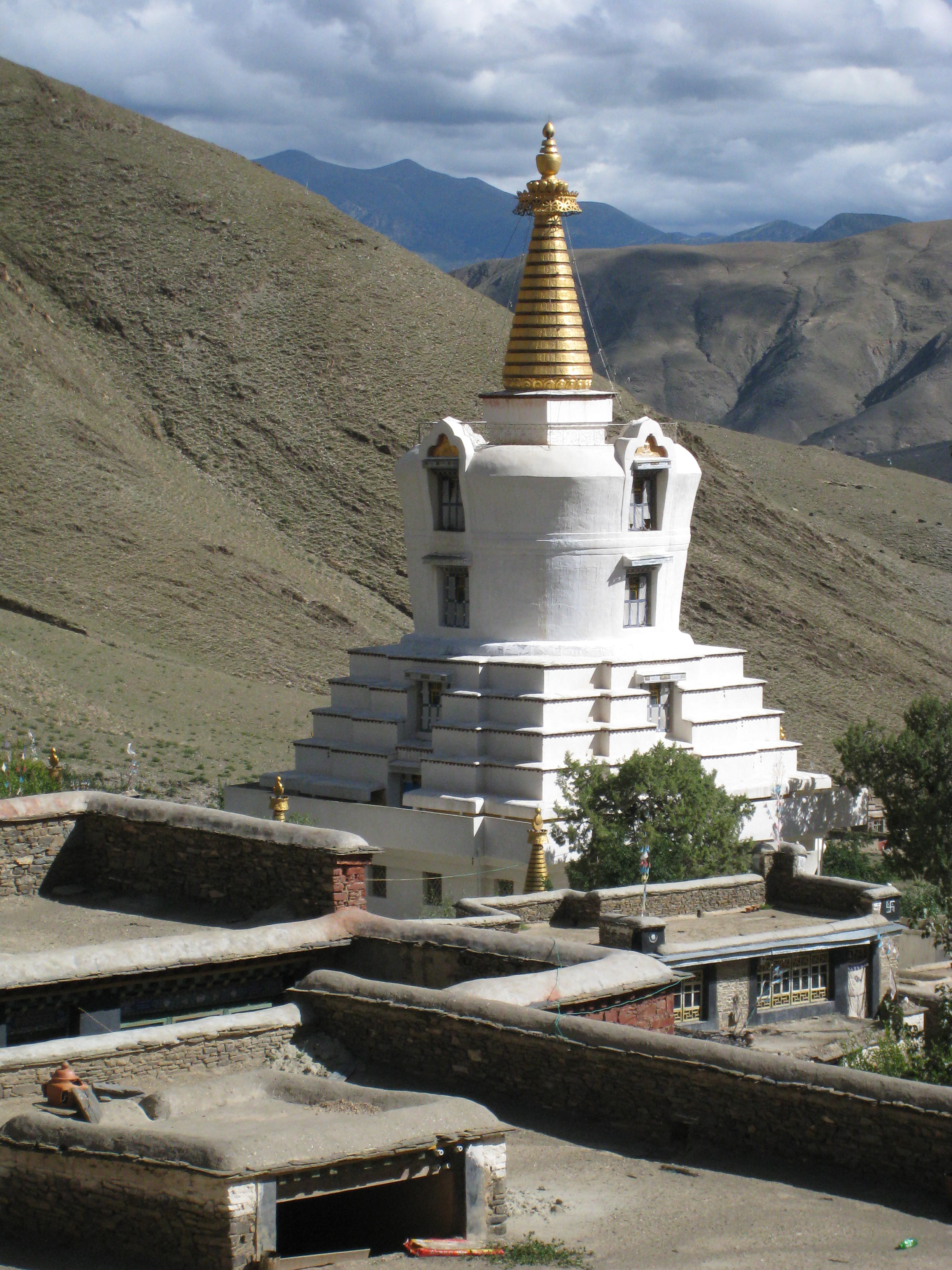
Ступа главного монастыря в Тибете
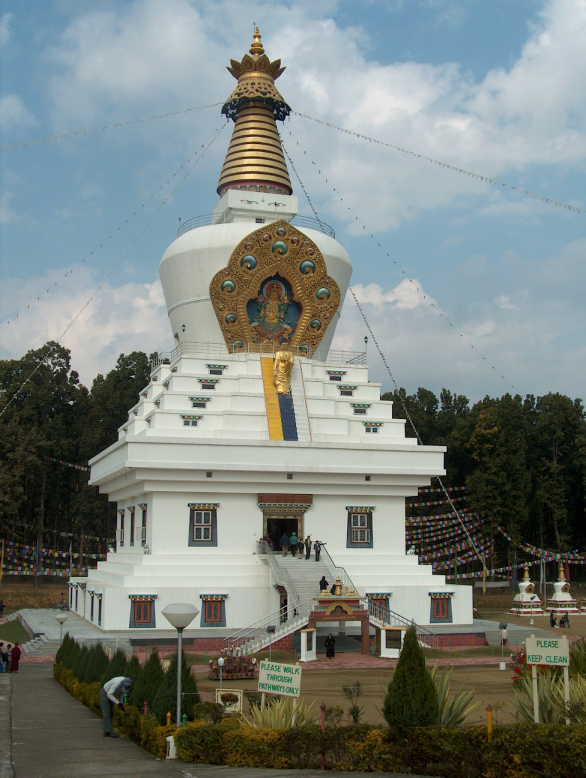
Ступа филиала монастыря в Индии
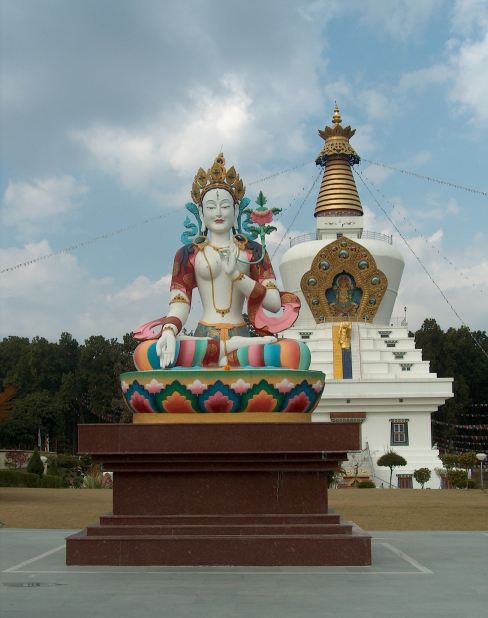
Статуя Тара и ступа в Дехрадун